# 约科·萨洛迈基
约科·萨洛迈基（芬蘭語：Jouko Salomäki，1962年8月26日—），芬兰男子摔跤运动员。他曾代表芬兰参加1984年和1988年夏季奥林匹克运动会摔跤比赛，其中在1984年奥运会获得一枚金牌。